# Basavakalyan
Basavakalyan là một thị xã của quận Bidar thuộc bang Karnataka, Ấn Độ.

## Địa lý
Basavakalyan có vị trí 17°52′B 76°57′Đ / 17,87°B 76,95°Đ Nó có độ cao trung bình là 621 mét (2037 foot).

## Nhân khẩu
Theo điều tra dân số năm 2001 của Ấn Độ, Basavakalyan có dân số 58.742 người. Phái nam chiếm 52% tổng số dân và phái nữ chiếm 48%. Basavakalyan có tỷ lệ 56% biết đọc biết viết, thấp hơn tỷ lệ trung bình toàn quốc là 59,5%: tỷ lệ cho phái nam là 63%, và tỷ lệ cho phái nữ là 49%. Tại Basavakalyan, 17% dân số nhỏ hơn 6 tuổi.